# ويليام بيت ليند
ويليام بيت ليند هو محامي وسياسي أمريكي، ولد في 16 ديسمبر 1817 في Sherburne, New York ‏ في الولايات المتحدة، وتوفي في 18 ديسمبر 1885 في ميلواكي في الولايات المتحدة. نشط حزبياً في الحزب الديمقراطي.

## مناصب
- انتخب عمدة ميلواكي، ويسكنسن [الإنجليزية]‏.
- انتخب عضو جمعية ولاية ويسكونسن ‏.
- انتخب عضو مجلس ولاية ويسكونسن ‏.
- انتخب عضو مجلس النواب الأمريكي [الإنجليزية]‏.